# George Chaworth (1er vicomte Chaworth)
Pour l’article homonyme, voir Chaworth.
George Chaworth, 1er vicomte Chaworth d'Armagh (c. 1568 - 3 juillet 1639) est un homme politique anglais qui siège à la Chambre des communes entre 1621 et 1624 et est élevé à la pairie en tant que baron Chaworth et vicomte Chaworth.

## Biographie
Il est le fils de John Chaworth de Southwell, Nottinghamshire et de son épouse Jane Vincent. Il s'inscrit au Trinity College d'Oxford le 4 mars 1586, à l'âge de 17 ans et est admis au Gray's Inn en 1605. Il est fait chevalier à Greenwich le 29 mai 1605 et obtient sa maîtrise à l'Université d'Oxford le 30 août 1605.
Il est connétable du château de Bristol entre le 1er avril 1616 et 1639. Les Archives nationales contiennent un volume de copies de lettres, de notes de frais et d'un compte rendu narratif de sa mission de conseiller privé à Bruxelles en tant qu'ambassadeur extraordinaire auprès de l'archiduchesse Infante Isabel lorsque son mari Albert VII, archiduc d'Autriche est décédé en 1621. Chaworth devait tenter de négocier le retrait de l'Espagne du Palatinat rhénan, puis négocier un traité avec l'Espagne. Son récit comprend des observations sur ses voyages en France et aux Pays-Bas.
En 1621, il est élu député de Nottinghamshire. En 1624, il est élu député d'Arundel. Il est créé 1er vicomte Chaworth d'Armagh et 1er baron Chaworth de Tryme le 4 mars 1628. Sa résidence principale est Wiverton Hall dans le Nottinghamshire. Il est haut shérif du Nottinghamshire entre novembre 1638 et 1639.
Il est décédé à l'âge de 70 ans environ à Bath, Somerset et est enterré le 15 juillet 1639 à l'église St. Andrew's, Langar, Nottinghamshire .
Il épouse Mary Knyveton, fille de William Knyveton et Jane Leeche. Ils ont un fils John qui lui succède.